# Sodexo
Sodexo este o companie multinațională fondată de către Pierre Bellon în 1966 în Marsilia, Franța și are în prezent sediul în Issy-les-Moulineaux,
Paris. Sodexo este unul dintre cei mai mari furnizori de servicii de alimentație și mentenanță din lume, cu prezență în 56 țări și 412.000 angajați, care deservesc zilnic peste 100 de milioane de beneficiari.
Pentru anul fiscal 2021, Grupul Sodexo a raportat venituri de 17,4 miliarde eur, cu o capitalizare de piață de 12 miliarde eur, iar veniturile sale pe regiuni se distribuie astfel: 47% din America de Nord, 38% din Europa și 15% din alte zone. Compania este listată la CAC NEXT20, CAC 40 ESG, FTSE4GOOD si DJSI.
Sodexo este prezent la nivel mondial pe 3 domenii de activitate, oferind o gamă largă de servicii care răspund nevoilor clienților săi și asistând consumatorii în fiecare etapă a vieții lor. l
- On-site Services -  servicii alimentare, inclusiv personal pentru restaurante, catering, vending și livrare de mancare gătită
- Benefits&Rewards - soluții de motivare, incentivare și recompensare a angajaților, destinate îmbunătățirii calității vieții, administrate prin vouchere și carduri.
- Personal & Home Services - servicii integrate de management al facilităților: recepție, concierge, curățenie, spălătorie, îngrijire a terenului, managementul deșeurilor, sisteme de incălzire, ventilație și aer condiționat, sisteme electrice, eficiență energetică și durabilitate, instalații sanitare/epurare a apei/, contracte anuale de exploatare și întreținere a echipamentelor, management de proiect.

### Scurt istoric al grupului Sodexo
- 1966 - Pierre Bellon înființează Societe d’Exploitation Hoteliere in Marsilia, Franta. De aici, acronimul Sodexo.
- 1971 - Sodexo devine a doua mare companie din Franța în domeniul serviciilor alimentare
- 1982-1984 – Compania este listată la Bursa din Paris
- 1985 - Sodexo devine a șasea mare companie din lume în domeniul serviciilor alimentare
- 1992, 1994 - Furnizează servicii pentru Olimpiadele de iarnă și de vară
- 1996 - Lansarea programului internațional "STOP Hunger"
- 1997 - Societe d’Exploitation Hoteliere devine Sodexho Alliance și își uneste forțele cu Universal Ogden Services, principalul furnizor de servicii de la distanță din SUA
- 1998 - Sodexho fuzionează cu Marriott Management Services, la acea vreme una dintre cele mai mari companii de servicii alimentare din America de Nord. Are loc schimbarea  numelui în Sodexho Marriott Services.
- 1998 - Se lansează Sodexho România
- 2002 - Listarea la bursa din New York
- 2005 - Michel Landel, Președinte și CEO al Sodexho America de Nord din anul 2000, devine CEO al Grupului, în timp ce Pierre Bellon ramâne Președinte al Consiliului de Conducere.
- 2008 – Sodexo ajunge la denumirea actuală prin eliminarea literei "h", pentru a face numele mai ușor de pronunțat în multe limbi din întreaga lume și a cuvântului “Alliance” din vechea denumire
- 2008 - Achiziționează afacerea cu vouchere și carduri ale VR în Brazilia și devine co-lider al celei mai mari piețe la nivel mondial. Sodexo efectuează în continuare achiziții, preluând compania Zehnacker, care dublează mărimea companiei Sodexo în Germania și o transformă în cel mai mare furnizor de servicii pentru segmentul medical.
- 2009 – Sodexo achiziționează compania de servicii de îngrijire la domiciliu, Comfort Keepers, care  oferă îngrijire non-medicală, la domiciliu, pentru adulți și vârstnici, într-un sistem de franciză internațional și modifcă denumirea activităților sale: On-site Services (numită anterior Food and Facilities Management) și Benefits & Rewards (numită anterior Service Vouchers & Cards)
- 2010 - Sodexo a încheiat două noi parteneriate: primul cu United Coffee, care furnizează Sodexo aparate de cafea, precum și cafea certificată; celălalt cu Numi, pentru ceaiuri 100% organice
- 2011 - Sodexo devine N°1 in On-site Services in Brazilia ca urmare a achizitiei companiei Puras do Brasil. Sodexo achizitioneaza compania Lenôtre, cel mai mare nume in bucataria Franceză[8]
- 2017 - Compania este listată la Euronext Paris sub simbolul SW și tranzacționează acțiuni la bursă sub simbolurile SDXOF și SDXAY.
- 2018 - Într-o adunare a acționarilor din 2018, Denis Machuel l-a înlocuit pe Michel Landel ca CEO
- 2022 - Pierre Bellon trece în neființă, iar fiica sa, Sophie Bellon, membră în Consiliul de Administrație, este numită CEO Sodexo

Note
1. 1 2  Sirene
2. 1 2   https://www.laprovence.com/actu/en-direct/6644888/sodexo-annonce-le-deces-de-son-fondateur-pierre-bellon-a-lage-de-92-ans.html Lipsește sau este vid: |title= (ajutor)
3. ↑   https://www.lobbyfacts.eu/datacard/sodexo-sa?rid=29840188581-12 Lipsește sau este vid: |title= (ajutor)
4. ↑   (PDF) https://www.sodexo.com/files/live/sites/com-global/files/02%20PDF/Press%20Releases/2020/PR-Sodexo-FY-2020-Annual-Results-ENG.pdf Lipsește sau este vid: |title= (ajutor)
5. ↑  "Despre Grupul Sodexo Arhivat în 19 martie 2013, la Wayback Machine.." Sodexo. Accesat la 27 Martie 2014.
6. ↑  „Sodexo: A solid performance in fiscal 2013. Sodexo”. Reuters. Arhivat din original la 27 martie 2014. Accesat în 27 martie 2014.
7. ↑  "Prezentarea grupului Sodexo Arhivat în 27 martie 2014, la Wayback Machine.." Sodexo. Accesat la 27 Martie 2014.
8. ↑  "Istoricul grupului Sodexo Arhivat în 27 martie 2014, la Wayback Machine.." Sodexo. Accesat la 27 Martie 2014.

1. ↑  "Despre Grupul Sodexo Arhivat în 19 martie 2013, la Wayback Machine.." Sodexo. Accesat la 27 Martie 2014.